# Lĩnh Nam chích quái
Lĩnh Nam chích quái (chữ Hán: 嶺南摭怪; có nghĩa là "Chọn lựa những chuyện quái dị ở đất Lĩnh Nam"), là một tập hợp các truyền thuyết và cổ tích dân gian Việt Nam được biên soạn vào khoảng cuối đời nhà Trần.

## Tác giả
Tương truyền Trần Thế Pháp (? - ?), một danh sĩ đời nhà Trần, là tác giả bộ sách Lĩnh Nam chích quái. Thông tin này đã được ghi trong các sách: Vịnh sử thi tập của Đặng Minh Khiêm, Kiến văn tiểu lục của Lê Quý Đôn và Lịch triều hiến chương loại chí của Phan Huy Chú.
Tiến sĩ Vũ Quỳnh, trong bài "Tựa" của ông, cho biết ông đã tìm được sách Lĩnh Nam chích quái và tiến hành nhuận chính vào năm Hồng Đức thứ 23 (Nhâm Tý, 1492). Tuy nhiên, trong bài Tựa không có câu nào nói về tác giả .
Cùng thời gian đó, tiến sĩ Kiều Phú (1447-?) cũng nhuận chính cho sách, có điều là mức độ sửa chữa theo quan điểm của ông nhiều hơn, so với bản của Vũ Quỳnh. Việc làm này đã được ông nói rõ trong bài Hậu tự đề năm Hồng Đức thứ 24 (Quý Sửu, 1493). Tuy nhiên, trong bài cũng không có câu nào nói về tác giả .
Có tài liệu  nói Vũ Quỳnh và Kiều Phú cùng hợp tác để làm việc nhuận chính, nhưng xem hai bài Tựa của hai người thì không thấy nói gì đến sự cộng tác đó.
Sau đó (có lẽ khoảng năm 1679), một người khác là Nguyễn Nam Kim đã làm thêm phần Tục biên gồm 4 truyện.
Năm Cảnh Hưng thứ 10 (1749), Vũ Đình Quyền phụng chỉ soạn thêm 2 truyện.
Năm Cảnh Hưng thứ 18 (1757), Vũ Khâm Lân cũng có tham gia soạn thêm, vì ở truyện Trành quỷ hiển linh truyện có chỉ rõ là do Vũ Khâm Lân ghi lại.
Đến đời nhà Mạc, có một nho sinh tên là Đoàn Vĩnh Phúc (từng làm việc ở Cục tú lâm, thuộc Viện hàn lâm) cũng tham gia bổ sung cho bộ sách. Đề cập đến việc làm này, Phan Huy Chú trong Lịch triều hiến chương loại chí viết: ...Hai quyển trước là sách cổ truyền, một quyển sau là do người họ Đoàn thời Ngụy Mạc, lấy ở U linh tập mà theo ý mình cắn xén để phụ vào sau.

## Văn bản
Tóm tắt đặc điểm bốn bản Lĩnh Nam chích quái hiện có ở Thư viện Khoa học Xã hội (Hà Nội):
- Bản A. 33: Là bản chính đã dùng để phiên dịch sách Lĩnh Nam chích quái xuất bản năm 1960[8]. Bản này chép lại từ một bản cũ đề năm Chính Hòa thứ 18 (1697), có 2 quyển, gồm 22 truyện. Ghi các tên người: Trần Thế Pháp (biên tập), Vũ Quỳnh (hiệu đính), Kiều Phú (soạn dịch).
- Bản A. 1200: Theo mục lục có 45 truyện, nhưng thiếu mất 10 truyện (từ truyện Lý Phục Man [truyện 35] đến truyện Huyền Quang [truyện 45]).
- Bản A. 1300: Mất hẳn phần đầu sách, chỉ còn từ nửa đầu truyện Kim Quy (truyện 13). Bản này có mấy đặc điểm:

- Sách có 3 quyển, chứ không phải 2 quyển như các bản khác. Trong sách có bài Hậu tự của Kiều Phú đề năm Quý Sửu niên hiệu Hồng Đức thứ 24 (1493).
- Sau Mục lục, có dòng chỉ rõ phần Tục bổ (4 truyện) là của Nguyễn Nam Kim.
- Ở phần Tăng bổ có 2 truyện ghi tên tác giả là Vũ Đình Quyền phụng chỉ vua Lê Hiển Tông làm năm Cảnh Hưng thứ 10 (1749).
- Ở phần Tục bổ, nơi truyện Trành quỷ hiển linh truyện có chỉ rõ là do Vũ Khâm Lân ghi lại vào năm Cảnh Hưng thứ 18 (1757).
- Bản A. 2107: Bản này ghi tên sách là Lĩnh Nam chích quái truyện, có ghi rõ là do Kiều Phú làm, nhưng trong sách không có bài Tựa của ông mà chỉ có bài Tựa của Kiều Phú. Một số tên truyện trong tập này có sửa đổi (thêm một hai chữ ở đằng trước) như: Chưng bính truyện, đổi là Lang Liêu chưng bính truyện, Tân lang truyện đổi là Cao Thị Tân lang truyện, Tây qua truyện đổi là Mai thị Tây qua truyện...

Ngoài ra, PGS. TS Nguyễn Đăng Na còn cho biết ở Viện Sử học (Việt Nam) còn có bản Lĩnh Nam chích quái mang ký hiệu HV 486.
Vì lẽ ấy, theo nhà nghiên cứu Trần Văn Giáp, Lĩnh Nam chích quái không hẳn là sách của một hai tác giả nào, mà là một bộ sưu tập truyền thuyết, truyện cổ tích, do nhiều người nối tiếp nhau sưu tập, cải biên. Trần Thế Pháp, Vũ Quỳnh, Kiều Phú chỉ là những người đầu tiên làm việc đó. Trong số này, Trần Thế Pháp chỉ là lời "tương truyền", văn bản không có gì chứng minh .

## Nội dung
Trong Lĩnh Nam chích quái (bản cổ, gồm 22 truyện) có những truyện thần thoại thời thái cổ như Truyện họ Hồng Bàng, Truyện Tản Viên, Truyện Đổng Thiên Vương...; có những truyện là sự tích thời Bắc thuộc như Truyện Việt tỉnh (Giếng Việt), Truyện Nam Chiếu...; có những truyện là thần tích thời Lý-Trần như Truyện Từ Đạo Hạnh và Nguyễn Minh Không, Truyện Hà Ô Lôi...
Lại có truyện hoặc gắn với nguồn gốc dân tộc Việt như Truyện họ Hồng Bàng, Truyện Ngư tinh, Truyện Hồ tinh, Truyện Mộc tinh...; hoặc có liên quan với những phong tục tập quán lâu đời của dân tộc Việt như Truyện bánh chưng, Truyện trầu cau...; hoặc có liên quan với những di tích văn hóa cổ đại của dân tộc Việt như Truyện rùa vàng, Truyện hai thần Long Nhãn và Như Nguyệt...; hoặc có liên quan với những nhân vật lịch sử như Truyện Từ Đạo Hạnh và Nguyễn Minh Không, Truyện Dương Không Lộ, Nguyễn Giác Hải,...
Theo GS. Nguyễn Huệ Chi, Lĩnh Nam chích quái chủ yếu có nguồn gốc ở Việt Nam, nhưng do ảnh hưởng của sự giao lưu văn hóa giữa các dân tộc, nên có một số truyện có nguồn gốc hoặc chịu ảnh hưởng từ nước ngoài. Như Truyện Giếng Việt chịu ảnh hưởng của truyện Trung Quốc, Truyện Dạ Xoa Vương chịu ảnh hưởng của văn hóa Chiêm Thành... Mặc dù vậy, tác phẩm vẫn có một ý nghĩa quan trọng trong việc xây dựng ý thức quốc gia dân tộc Việt. Đặc biệt, Lĩnh Nam chích quái có nhiều truyện mang những tư tưởng, tình cảm rất phóng khoáng. Quả đây là tấm gương phản chiếu đời sống tinh thần ở một thời kỳ mà mối quan hệ đạo lý giữa người với người còn cởi mở, chưa bị những khuôn sáo, tín điều gò bó quá chặt chẽ. Lại có những truyện chịu sự hạn chế của ý thức hệ phong kiến, nhất là các truyện do các soạn giả đời sau thêm vào. Song nhìn chung, toàn bộ tập truyện vẫn thấm nhuần một tinh thần nhân đạo chủ nghĩa của văn học dân gian. Có thể ít nhiều thấy được ở đó thái độ yêu ghét của nhân dân: yêu chính nghĩa, ghét phi nghĩa, yêu điều thiện, ghét điều ác, đề cao những mối quan hệ tốt đẹp thủy chung giữa người và người.

## Mục lục
Dưới đây là mục lục tác phẩm Lĩnh Nam chích quái (bản HV 486 của Viện Sử học Việt Nam, gồm 23 truyện).
- Quyển 1:

1. Hồng Bàng Thị truyện (鴻龐氏傳), chuyện về họ Hồng Bàng thời cổ.
2. Ngư tinh truyện (魚精傳), chuyện về Ngư tinh do Lạc Long Quân tiêu diệt.
3. Hồ tinh truyện (狐精傳), chuyện về một hồ ly tinh do Lạc Long Quân tiêu diệt.
4. Mộc tinh truyện (木精傳), chuyện một loại yêu quái có hình dạng và đặc tính cây từ thời cổ bị tiêu diệt thời Đinh Tiên Hoàng.
5. Đổng Thiên vương truyện (董天王傳), câu chuyện về Phù Đổng Thiên Vương.
6. Tân Lang truyện (檳榔傳), còn gọi là Sự tích trầu cau, giải thích ý nghĩa người Việt dùng trầu cau làm sính lễ khi cưới hỏi.
7. Nhất dạ trạch truyện (一夜澤傳), câu chuyện về đầm Nhất Dạ giữa Chử Đồng Tử và Tiên Dung mị nương.
8. Chưng bính truyện (蒸餅傳), là truyền thuyết về Lang Liêu làm ra Bánh chưng, mô phỏng tâm kế muốn đoạt ngôi trong xã hội Hùng vương thần thoại.
9. Tây qua truyện (西瓜傳), chuyện về sự tích quả Dưa hấu.
10. Bạch trĩ truyện (白雉傳), nói về sự kiện Việt Thường Thị cống chim trĩ trắng thời Chu Công.

- Quyển 2:

1. Lý Ông Trọng truyện (李翁仲傳), câu chuyện về Lý Ông Trọng.
2. Việt tỉnh truyện (越井傳), câu chuyện cái giếng Việt vào khoảng thời Triệu Đà, hình thành cố sự về Ân vương thành (殷王城).
3. Kim Quy truyện (金龜傳), câu chuyện về Rùa thần Kim Quy.
4. Nhị Trưng phu nhân truyện (二徵夫人傳), câu chuyện thần thoại về Hai Bà Trưng theo nhãn quan thời Lý Trần.
5. Man Nương truyện (蠻娘傳), câu chuyện về Phật Mẫu Man Nương.
6. Nam Chiếu truyện (南詔傳), vắn tắt về nước Nam Chiếu.
7. Tô Lịch giang truyện (蘇瀝江傳), chuyện về Sông Tô Lịch.
8. Tản Viên sơn truyện (傘圓山傳), câu chuyện về thần núi Tản Viên.
9. Long Nhãn Như Nguyệt nhị thần truyện (龍眼如月二神傳), câu chuyện về hai vị thần của hai sông Long Nhãn và Như Nguyệt.
10. Từ Đạo Hạnh, Nguyễn Minh Không truyện (徐道行、阮明空傳), câu chuyện đầy sự thần bí về Từ Đạo Hạnh và Nguyễn Minh Không.
11. Dương Không Lộ, Nguyễn Giác Hải truyện (楊空路、阮覺海傳), câu chuyện về Dương Không Lộ và Nguyễn Giác Hải.
12. Hà Ô Lôi truyện (何烏雷傳), câu chuyện đầy tính kỳ bí về Hà Ô Lôi.
13. Dạ Xoa vương truyện (夜叉王傳), giảng giải về vương quốc Hồ Tôn Tinh trong truyền thuyết.

## Sách tham khảo
- Phan Huy Chú, Lịch triều hiến chương loại chí (Tập 3, bản dịch). Nhà xuất bản Khoa học Xã hội, Hà Nội, 1992.
- Trần Văn Giáp, Tìm hiểu kho sách Hán Nôm (Tập 1 và Tập 2 in chung), Nhà xuất bản Khoa học Xã hội, Hà Nội, 2003.
- Nguyễn Đăng Na (chủ biên), Văn học thế kỷ X-XIV. Nhà xuất bản Khoa học Xã hội, Hà Nội, 2004.
- Nguyễn Huệ Chi, mục từ "Lĩnh Nam chích quái" trong Từ điển văn học (bộ mới). Nhà xuất bản Thế giới, 2004.
- Nguyễn Đăng Na, Văn xuôi tự sự Việt Nam thời trung đại (Tập 1, mục "Lĩnh Nam chích quái lục"). Nhà xuất bản Giáo dục, 1997.
- Lĩnh Nam chích quái tại Từ điển bách khoa Việt Nam